# 突袭51区，他们不能阻止我们所有人

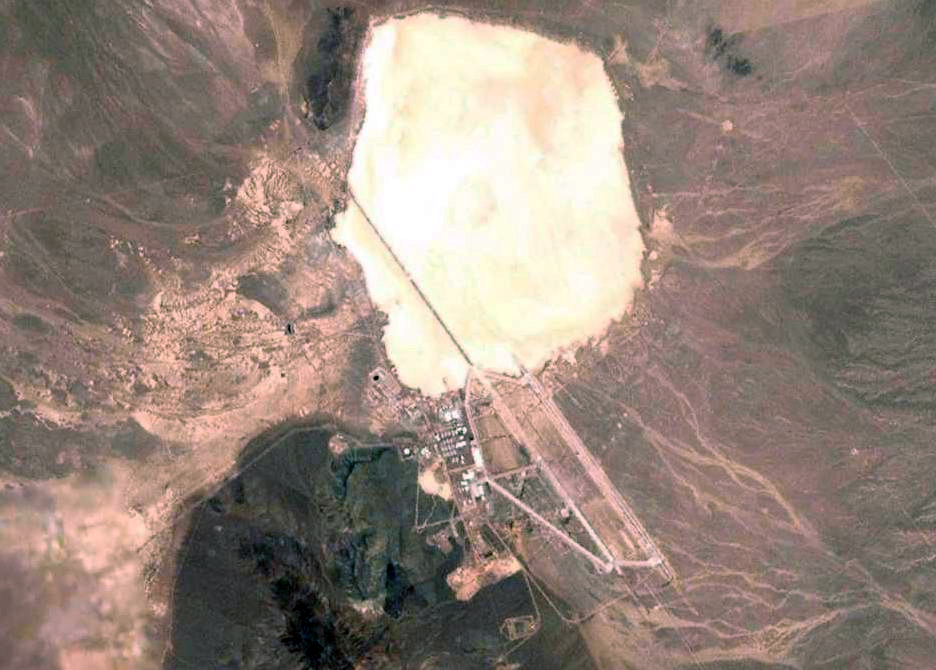
51区航拍图

突袭51区，他们不能阻止我们所有人（英語：Storm Area 51, They Can't Stop All of Us）是一个Facebook活动，计划于2019年9月20日闯入美国空军内华达测试与训练区内据传和外星生命研究有关的51区。这一活动最早由Matty Roberts于2019年6月27日发起，但他之后阐明这只是为了喜剧效果，如果有人真的去尝试闯入军事基地，他不会对任何后果负责。活动页面上截至2019年9月17日為止，回应“參加”的有約211萬人，回应“有興趣”的人也达到了155萬人。
美国空军发言人劳拉·麦克安德鲁（Laura McAndrews）说，政府官员知道这一网络迷因，不鼓励人们去尝试进入军事重地。内华达州执法部门也警告这一活动的潜在参与者不要做出非法侵入的行为。

## 背景
51区位于美国内华达州南部的林肯縣，该区域设有一个空军基地。从1950年代起，陆续有人在该基地周围目击不明飞行物（当时正值军方在该区域试飞U-2侦察机）。之后，51区成为了有关外星人的阴谋论话题。美国中央情报局在2013年解密了与51区相关的文件，确认了51区的存在。阴谋论者们相信51区存储着外星人、不明飞行物或与它们相关的秘密。2019年6月，五角大楼向国会议员提供了一份关于海军飞行员遭遇不明飞行物的简报。美国总统川普也曾经拿到过类似报告。
这一活动的创立人Matty Roberts是一位大学生，他在收看了2019年6月20日的《Joe Rogan Experience》节目之后萌生了这一念头。节目中，Joe Rogan采访了具有51区告密者和阴谋论者双重身份的包伯·拉札，以及电影制作者Jeremy Corbell。拉札宣称他曾经在51区的某地下设施研究过外星飞船。

## Facebook活动以及网络迷因
Matty Roberts在网络上的身份为一位名为SmyleeKun的视频游戏播主。他于6月27日开玩笑式地在Facebook上建立了这个活动，却没想到这一活动会病毒式地传播开。这一活动计划于美国太平洋夏令时间2019年9月20日凌晨3时至6时闯入内华达州的阿马戈萨谷。他在Facebook的活动页面上写道，“如果我们都采用鸣人跑，我们可以比他们的子弹还要快。让我们一起去看看他们的外星人”。“鸣人跑”是指《火影忍者》中的主角漩涡鸣人与一些其他角色在奔跑时采用的特殊姿势。Roberts说这一活动在前三天大概仅收到40个签名，然后忽然就开始病毒式地传播。这一网络迷因最初大概是在抖音上传播，之后开始散布到Reddit和Instagram上。在Facebook上，该活动的主页上已有数千讽刺性的帖子讨论闯入51区的最佳手段。此网络迷因的病毒式传播让Roberts开始担心会有美国联邦调查局找上门来。截至7月18日，已有160万人回应“参加”该活动，120万人回应“有兴趣”。至2019年9月17日為止，回应“參加”的有約211萬人，回应“有興趣”的人也达到了155萬人。
说唱歌手利尔·纳斯·X发布了歌曲〈鄉村老街〉（由扬·萨格和梅森·拉姆西重新混音）的音乐录像带，其中提及了这一计划中的突袭。
一些类似的活动，例如突袭耶稣基督后期圣徒教会的秘密保险库、突袭尼斯湖和突袭百慕大三角也被发起。
9月20日，UFO爱好者陸續前往內華達州沙漠地区，但人數只有2300多人，來到51區大門外的UFO愛好者更是只有150名。

## 政府回应
7月10日，美国空军发言人劳拉·麦克安德鲁在接受《华盛顿邮报》的采访时谈到，政府官员已经得知此活动的存在，并警告说：“51区是美国空军的一个公开训练场所，我们不鼓励任何人在我们训练美国空军的时候尝试进入该区域。”她接着补充道：“美国空军时刻准备着保护美利坚合众国与其财产。” TMZ引用了一位匿名的内华达州执法机关官员的话，说政府机构正在密切关注人们对此贴文的反应；任何被发现侵入该地区的人会被“逮捕且会根据当地法律和军事法对其提起诉讼”。内利斯空军基地的一位新闻干事（public information officer）告诉KNPR，“任何尝试非法进入该区域的行为都是非常不受欢迎的”。Reddit上甚至有人发布美国空军课堂的照片，照片中的美国空军教官为了应对可能出现的情况在简要地介绍鸣人跑。

## 商业影响

### 当地
位于51区附近的、仅有56人常住居民的雷切尔（Rachel）上的商家已经对可能的来访者做好了准备。当地旅馆Little A'Le'Inn的所有13个房间已经全被订满；他们计划开启30英畝（12公頃）的土地用于露营。拉斯维加斯商人George Harris正在计划邀请乐队来演奏，并将其办成一场年度盛宴，为其取名为“The Swarm”。活动最先的发起者Matty Roberts也表示对51区外的音乐节的兴趣。内华达州博尔德城Aliens R Us商店的老板Kosmic Kae接受采访时说道，虽然他的商店距离51区有170英里（270），但商店的生意因为人们对外星人逐渐高涨的情绪而开始兴隆。

### 美国国内
美国国内的不少商家都针对这一活动销售各类产品和服务。百威啤酒（Bud Light）计划发售外星人主题啤酒，并承诺为任何到来的外星人提供免费啤酒。美式快餐厅阿比集團计划为此活动提供特殊的菜单。